# Mattias Falck
Mattias Falck (Karlskrona, Suecia; 7 de septiembre de 1991) es un jugador de tenis de mesa sueco. Actualmente, agosto de 2019, ocupa la séptima posición del ranking mundial de la ITTF, siendo esta su mejor posición hasta el momento.
En el Campeonato Mundial por equipos de Tenis de Mesa 2018 celebrado en la ciudad sueca de Halmstad, Falck logró con su equipo la medalla de bronce, siendo superados por chinos y alemanes —oro y plata respectivamente— y empatados con Corea del Sur. Al año siguiente, en el Campeonato Mundial de Tenis de Mesa de 2019 celebrado en Budapest, ganó la medalla de plata, siendo vencido por el chino Ma Long.

## Palmarés internacional
| Campeonato Mundial | Campeonato Mundial | Campeonato Mundial | Campeonato Mundial   |
| Año                | Lugar              | Medalla            | Prueba               |
| ------------------ | ------------------ | ------------------ | -------------------- |
| 2018               | Halmstad           | Medalla de bronce  | Equipo               |
| 2019               | Budapest           | Medalla de plata   | Individual masculino |
| 2021               | Houston            | Medalla de oro     | Dobles masculino     |
| Campeonato Europeo |                    |                    |                      |
| Año                | Lugar              | Medalla            | Prueba               |
| 2011               | Gdansk-Sopot       | Medalla de plata   | Equipo               |
| 2012               | Herning            | Medalla de plata   | Dobles masculino     |
| 2015               | Ekaterimburgo      | Medalla de bronce  | Dobles masculino     |
| 2016               | Budapest           | Medalla de bronce  | Dobles masculino     |
| 2016               | Budapest           | Medalla de plata   | Dobles mixto         |
| 2018               | Alicante           | Medalla de plata   | Dobles masculino     |
| 2019               | Nantes             | Medalla de bronce  | Equipo               |
| 2020               | Varsovia           | Medalla de bronce  | Individual masculino |
| 2022               | Múnich             | Medalla de oro     | Dobles masculino     |
| 2022               | Múnich             | Medalla de bronce  | Individual masculino |
| Juegos Europeos    |                    |                    |                      |
| Año                | Lugar              | Medalla            | Prueba               |
| 2019               | Minsk              | Medalla de plata   | Equipo               |